# Sol Babitz
Sol Babitz (* 11. Oktober 1911 in Brooklyn NY; † 18. Februar 1982 in Los Angeles) war ein US-amerikanischer Violinist, Musiktheoretiker und Pionier der Historischen Aufführungspraxis.
Sol Babitz brachte sich weitgehend das Violinspiel als Autodidakt bei. Erst nach dem Abitur nahm er Unterricht bei Carl Flesch und bei Marcel Chailley (1881–1936) in Paris. Sein Interesse an der historischen Aufführungspraxis wurde durch die Schriften des Arnold Dolmetsch geweckt und  von Igor Stravinsky gefördert. Als Violinist war er von 1933 bis 1937 im „Los Angeles Philharmonic Orchestra“ und bis 1952 spielte er im „Hollywood-Studio-Orchestra“.
1948 war er Mitbegründer des „Early Music Laboratory“ (EML) in Los Angeles, wo er einen großen Teil seiner Forschungsarbeiten der historischen Aufführungspraxis widmete, vor allem im Bereich der Musik des 17. und 18. Jahrhunderts. Ebenso befasste er sich mit den alten Techniken des Violinspiels (s. Barockvioline) und des Cembalospiels.
Sol Babitz war mit der Künstlerin Mae Babitz verheiratet und hatte mit ihr die Töchter Eve (1943–2021) und die drei Jahre jüngere Mirandi.